# ۳-متیل-۲-پنتانول
۳-متیل-۲-پنتانول (به انگلیسی: 3-Methyl-2-pentanol) با فرمول شیمیایی C۶H۱۴O یک ترکیب شیمیایی است. که جرم مولی آن ۱۰۲٫۱۷۴ g/mol می‌باشد. شکل ظاهری این ترکیب، مایع بی‌رنگ است.